# Штруве, Альфред
Альфред Штруве (нем. Alfred Struwe) (22 апреля 1927, Мариенбург, Западная Пруссия — 13 февраля 1998, Потсдам) — немецкий (ГДР) актёр.
Был хорошо известен советскому зрителю по сериалам «Архив смерти» (штандартенфюрер Гаук) и «Фронт без пощады» (оберштурмбаннфюрер Маас), где он играл основных отрицательных героев, а также по роли полковника Клауса Шенка фон Штауффенберга в киноэпопее режиссёра Юрия Озерова «Освобождение».
После объединения Германии успешно продолжил артистическую карьеру.
Скончался в 1998 году в Потсдаме после продолжительной болезни, вызванной пневмонией, и был похоронен на Юго-западном кладбище в Штансдорфе.
Его сестра Ирене (в браке Вальдбург) также была актрисой. В некоторых спектаклях и фильмах Альфред играл с ней вместе, например, в фильме «Серый Шевроле» (1962) и в телефильме-комедии «Ощипанный павлин» (Ein Pfau wird gerupft, 1978), где их герои по сюжету также являются братом и сестрой.

## Фильмография
- 1954 — Leuchtfeuer
- 1963 — Тайник на Эльбе / Geheimarchiv an der Elbe — адъютант группенфюрера СС Упица
- 1963 — Vanina Vanini (TV)
- 1966 — Ohne Kampf kein Sieg / Без борьбы нет победы — Штауффенберг
- 1968 — Die Toten bleiben jung
- 1969 — Krupp und Krause (TV)
- 1970 — Befreiung
- 1970 — Tanja — Герман
- 1971 — KLK an PTX — Die Rote Kapelle / Красная капелла
- 1971 — Istanbul-Masche (TV)
- 1972 — Освобождение — Штауффенберг
- 1972 — Die Bilder des Zeugen Schattmann (TV)
- 1973 — Das unsichtbare Visier (TV)
- 1974 — Ulzana / Ульзана — Олдригтон
- 1975 — Fischzüge (TV)
- 1976 — В пыли звёзд— навигатор Суко
- 1976 — Освобождение Праги — фон Мацмер
- 1976 — Жизнь и смерть Фердинанда Люса — Алекс
- 1976 — Polizeiruf 110: Eine fast perfekte Sache (Телефон полиции 110: Почти совершенное дело) — Фридрих Бадер
- 1977 — Polizeiruf 110: Die Abrechnung (Телефон полиции 110: Расчёт) — Доктор Фровайн
- 1978 — Zwei Betten in der Hohen Tatra (TV)
- 1978 — Ein Pfau wird gerupft (TV)
- 1979 — Bis daß der Tod euch scheidet
- 1980 — Archiv des Todes / Архив смерти — Гаук
- 1980 — Oben geblieben ist noch keiner (TV)
- 1981 — Der ungebetene Gast (TV)
- 1981 — Berühmte Ärzte der Charité: Der kleine Doktor (TV)
- 1982 — Der lange Ritt zur Schule / Долгий путь в школу — первый хороший
- 1983 — Verzeihung, sehen Sie Fußball? (TV)
- 1983 — Automärchen
- 1983 — Frühstück im Bett (TV)
- 1984 — Front ohne Gnade / Фронт без пощады — Маас
- 1984 — Mensch, Oma! (Fernsehserie, Episode «Stefan ist weg!»)
- 1985-88 — Zahn um Zahn
- 1987 — Sachsens Glanz und Preußens Gloria: Gräfin Cosel (TV)
- 1989 — Polizeiruf 110: Variante Tramper (TV)
- 1990 — Schauspielereien: Gesucht und gefunden (TV)
- 1991 — Aerolina (Fernsehserie)
- 1992 — Karl May (TV)
- 1997 — Verdammtes Glück (TV)